# Карабчиевский, Дмитрий Юрьевич
Дмитрий Юрьевич Карабчиевский (14 октября 1967 — 28 сентября 2022) — российский художник.

## Биография
Родился 14 октября 1967 года в Москве, в семье писателя Юрия Карабчиевского (1938—1992) и Светланы Карабчиевской. Брат — Аркан Карив, израильский журналист и писатель (1963—2012). Жил в Америке.
Учителем Д. Ю. Карабчиевского был Б. Г. Биргер.
Последняя мастерская — в Сокольниках.
Умер 28 сентября 2022 года.
5 сентября 2023 года на YouTube вышел документальный фильм о Дмитрие Карабчиевском, который снял Денис Пономарёв.

## Выставки
- 1991 г. — экспонируются 22 работы в галерее «Сомерстаун» (Сомерс, США)[2]
- Сентябрь 2013 г. — участник выставки «Искусство против искусства» в Зверевском центре современного искусства[3]
- Май 2014 г. — в Культурном центре «Покровские ворота»[4]
- Апрель 2018 г. — в Зверевском центре современного искусства[5]
- Июль 2018 г. — в Музее Б. Ш. Окуджавы[6]

## Исследование творчества
Работы в экспрессивном стиле, на Д. Ю. Карабчиевского оказали влияние работы Ван Гога. Вивьен Рэйнор отмечает также влияние французских и бельгийских пуантилистов. В картинах отмечается яркость и пастозность. Цвет выбирается на основе контрастных сопоставлений. Крупные цветовые пятна сочетаются с техникой небольших мазков.